# John Jarvis (karateka)
John Jarvis (Auckland, 30 novembre 1940) è un karateka neozelandese.
Detiene il grado di Shihan, 5º Dan. Il suo primo istruttore fu Steve Arneil nel 1967. Successivamente, John Jarvis divenne il rappresentante personale di Masutatsu Ōyama e capo istruttore del Kyokushinkai in Nuova Zelanda. Nel 1974 he switched to Okinawa Gōjū-ryū karatedo. He is the fifth person to complete the 100-man kumite. John Jarvis si ritirò dal Karate nel 1987 ed oggi scrive libri. Il suo quarto libro: Kurosaki Killed the Cat, fu pubblicato nel 2006.